# Hubert Zotz
Hubert Zotz (* 30. Dezember 1875 in Nesselwängle in Tirol; † 26. Juli 1960) war ein österreichischer Meister der Stuckateurkunst, der auf neubarocke Altäre und Innenraumgestaltung im Stil des Rokoko spezialisiert war.

## Tätigkeiten
Hubert Zotz stammt aus der Tiroler Künstler- und Gelehrtenfamilie Familie Zotz, die zahlreiche Meister der Stuckkunst wie Lorenz Zotz den Älteren, Lorenz Zotz den Jüngeren und Ämilian Zotz hervorbrachte. Aus Tirol kommend ließ sich Hubert Zotz in Zug in der Schweiz nieder, wo er mit dem Stuckateur Alois Griessl im Rahmen der Firma „Zotz und Griessl“ sein Atelier betrieb und im Wesentlichen im Schweizer Raum tätig wurde.
Das Atelier von Hubert Zotz und Alois Griessl arbeitete mit dem Kirchenarchitekten Adolf Gaudy zusammen. Zotz und Gaudy verband ein retrospektives Verständnis von Architektur, indem sie auch bei Neubauten im Sinn des Historismus auf bewährte Bau- und Gestaltungsformen zurückgreifen und auf Neuerungen weitgehend verzichten wollten.

## Wichtige Werke

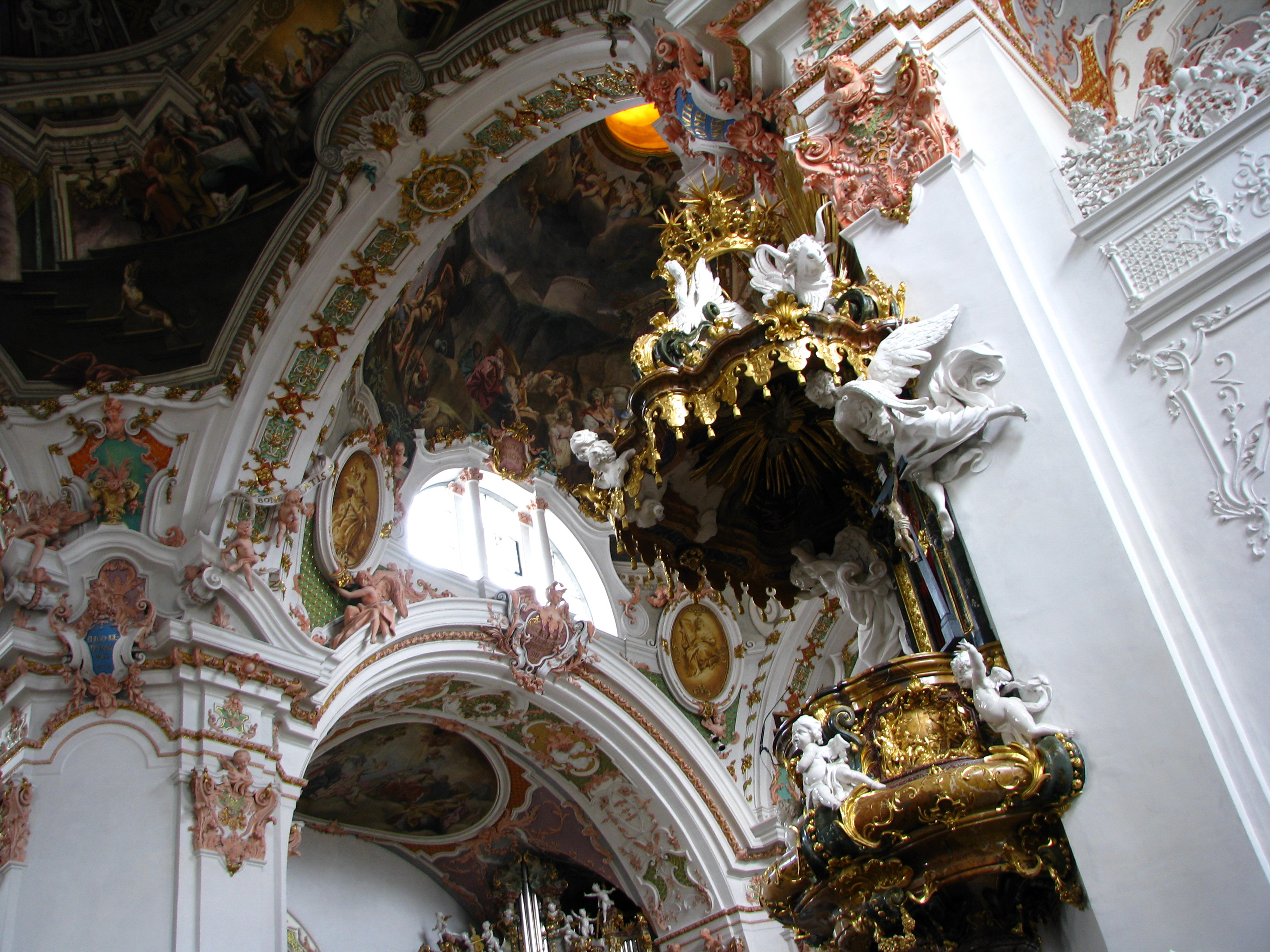
Stuckarbeiten im Kloster Einsiedeln

1910 bis 1911 entstanden die Stuckornamente im Ostfeld des Oktogons der Kirche des Klosters Einsiedeln.
1926 bis 1928 übernahm Hubert Zotz die Innenraumgestaltung der neubarocken Wallfahrtskirche des Klosters Melchtal, wo seine Ornamente auf Basis von Alpenflora berühmt sind.